# Yoshiyuki Abe
Yoshiyuki Abe (阿部 良之), nacido el 15 de agosto de 1969 en Osaka, es un ciclista japonés.

## Palmarés
1996
- 1 etapa del Tour de Polonia

1997
- Campeonato de Japón en Ruta
- Japan Cup

1998
- 2º en el Campeonato de Japón en Ruta

1999
- Campeonato de Japón Contrarreloj

2000
- Campeonato de Japón en Ruta
- Campeonato de Japón Contrarreloj

2001
- 2º en el Campeonato de Japón Contrarreloj

2003
- Tour de China

2004
- 2º en el Campeonato de Japón Contrarreloj